# Осада Кальви (1794)
Оса́да Кальви́ (фр. siège de Calvi) — эпизод Французских революционных войн, осада корсиканского города Кальви англо-корсиканскими войсками и флотом.
В феврале 1793 года власти Корсики объявили о своей независимости от Франции. Кальви был одним из трёх населённых пунктов на острове, не поддержавшим это решение и дольше всех сопротивлявшихся его реализации. В течение почти полутора лет город был блокирован и в течение 40 дней осаждаем многократно превосходящими силами сепаратистов и их британских союзников. Лишь в августе 1794 года, после почти полного разрушения города и гибели или тяжёлого ранения более ¾ его защитников, Кальви был взят.

## Предыстория
Корсика присоединилась к Франции в 1769 году в результате поражения, нанесённого войскам Корсиканской республики французским экспедиционным корпусом в битве при Понте-Ново. Лидер корсиканских сепаратистов Паскуале (Паскаль) Паоли был вынужден отправиться в эмиграцию в Англию. После победы Великой французской революции Паоли, которого в Париже считали борцом со старым режимом, 3 апреля 1789 года возвратился из эмиграции и был назначен генерал-лейтенантом и командующим 23-й дивизией, расквартированной на его родной Корсике.
В 1793 году французы предприняли попытку высадки на Сардинии, руководство которой было поручено Паоли. При этом сам Паоли выступил явным противником экспедиции. Между ним и Наполеоном Бонапартом возник конфликт, усилившийся после провала экспедиции. Паоли объявили ответственным за неудачу, в феврале 1793 года вызвали в Париж для суда, но он не только отказался ехать, но и объявил Корсику независимым государством. На острове вспыхнуло восстание, в результате которого вся Корсика оказалась под властью паолистов. Верными Франции остались лишь 3 города: Сен-Флоран, Бастия и Кальви.
Незадолго перед этим Англия вступила в войну на стороне антифранцузской коалиции, и летом 1793 года в Средиземное море вошёл мощный британский флот под командованием адмирала Худа. Именно к Англии и обратился Паоли за помощью по охране независимости Корсики. Согласно достигнутому соглашению, Корсика должна была стать самоуправляемой частью Британской империи. Однако Худ не смог сразу оказать помощь Паоли, поскольку его основные силы были задействованы на осаде Тулона.

## Подготовка к обороне

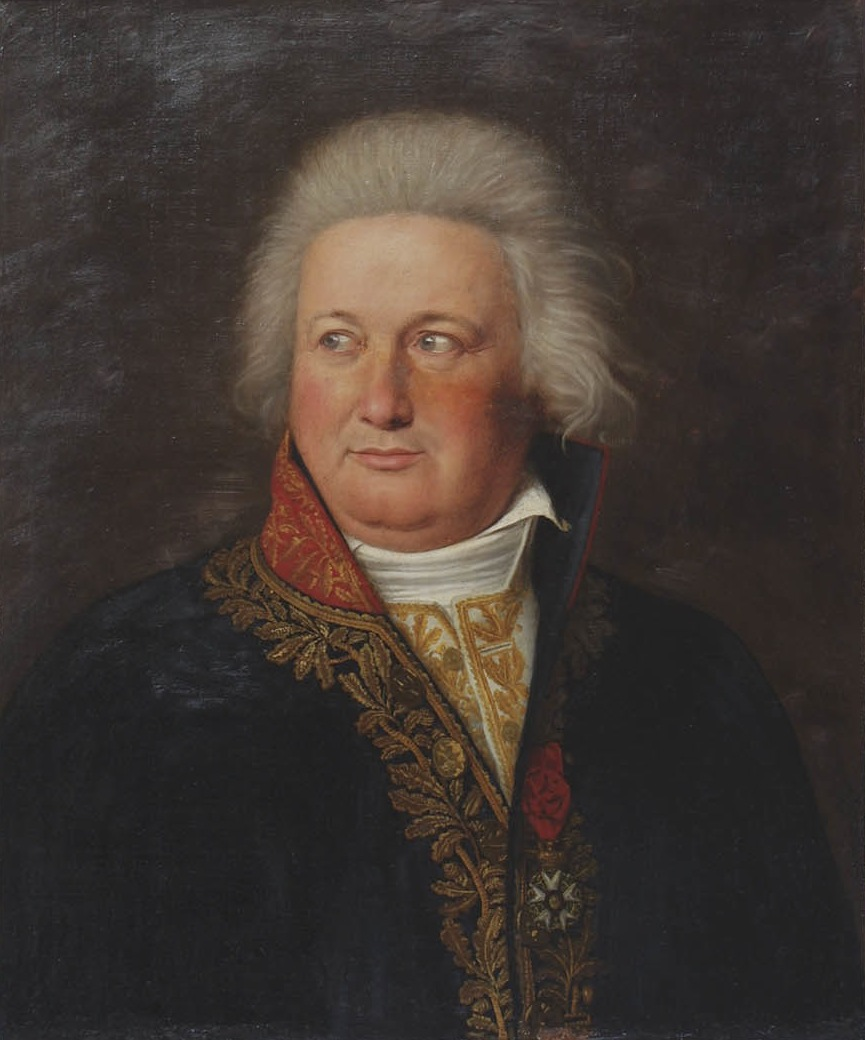
Жан-Пьер Лакомб-Сен-Мишель около 1810 года

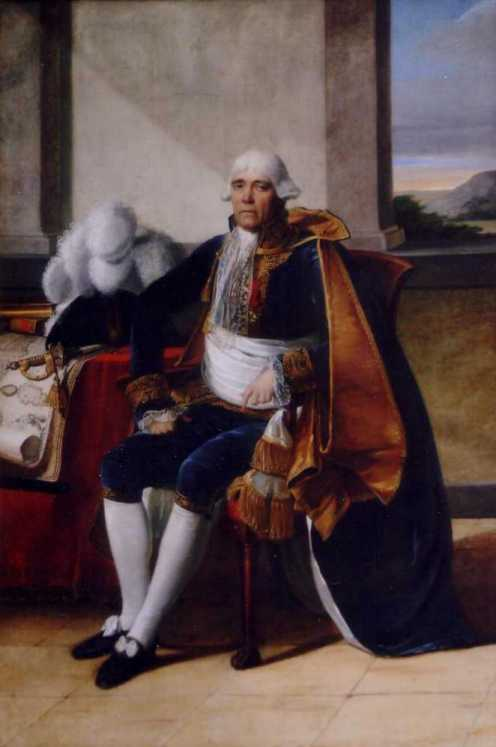
Генерал Казабьянка в 1807 году

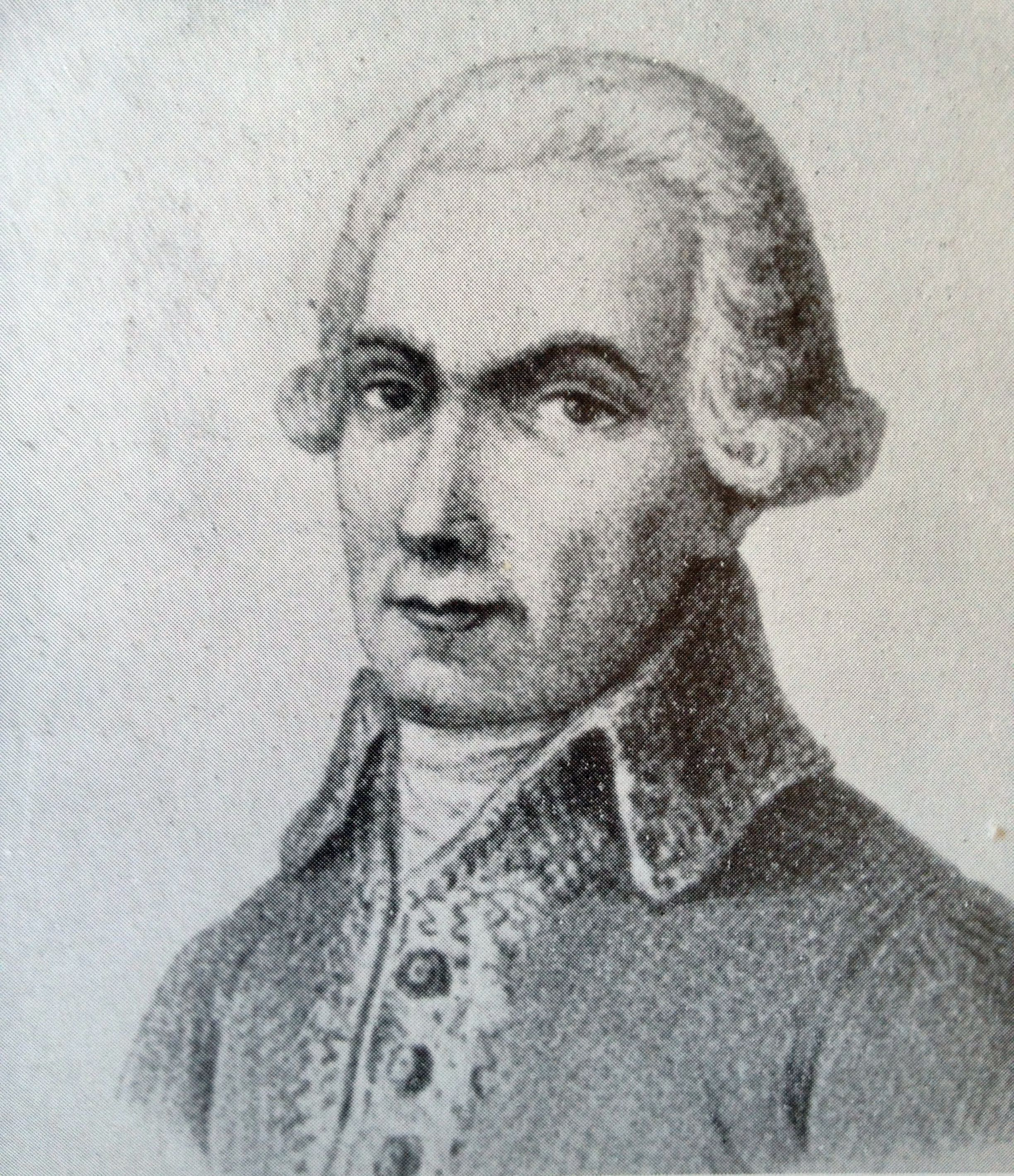
Жак-Пьер Аббатуччи

Кальви делится на две части — Верхний город, расположенный на высокой скале на выдающемся в море мысе, и Нижний город у её подножья. Общее число жителей в обеих частях города в рассматриваемый период составляло 2000—2500 человек. Вокруг города на расстоянии от 300 до 1200 метров были расположены 4 отнесённых от крепости бастиона.
Для подготовки к обороне крепости из Парижа в Кальви в апреле 1793 года прибыли два представителя Конвента: Жан-Пьер Лакомб-Сен-Мишель и Кристоф Саличети. Лакомб-Сен-Мишель в своём отчёте писал, что Кальви был посредственно укреплён, так, стены крепости в некоторых местах доходили лишь до колена, но в крепости имелось 47 пушек. Однако, даже несмотря на внушительную артиллерийскую мощь, вооружение оставляло желать много лучшего: возраст некоторых пушек составлял более ста лет (1686 года выпуска), имевшиеся боеприпасы не всегда подходили к имевшемуся артиллерийскому вооружению, что делало невозможным их использование: так, в крепости имелось много гаубиц, но лишь 140 ядер для них, напротив — было много бомб, но не было мортир.
Парижские эмиссары предприняли строительные работы для приведения крепости в порядок. Под командованием ставшего командующим 23-й дивизией после измены Паоли генерала Рафаэля де Казабьянки было проведено обучение находившихся в крепости пехотинцев артиллерийскому делу, также военному делу обучили добровольцев из числа местных жителей. Под руководством местного врача доктора Дамиана Джубеги был организован госпиталь, в котором, несмотря на скудное оснащение, пытались бороться с эпидемиями. В госпитале работали женщины городка, в том числе жена и дочери генерала.

## Блокада
3 июня к Кальви подошли силы корсиканской жандармерии в количестве 2000 человек под командованием племянника Паоли Леонетти. Они попытались занять окружающие город высоты, но после 12-часового боя гарнизон отбросил их. 13 сентября в бухту Кальви вошёл французский фрегат «Миньон» под командованием капитана Лиодана, который принёс известия о сдаче Тулона англичанам. Фрегат был затоплен в бухте, а его команда и пушки были переведены в крепость. 15 сентября в порт пришло английское судно, с которого французам было передано предложение о капитуляции, но Лакомб-Сен-Мишель его отверг. В декабре 1793 года французы отвоевали Тулон у англичан, но это лишь осложнило положение крепости Кальви, так как британский флот ушёл к Корсике. Саличети попробовал отправить из отвоёванного Тулона на остров подкрепления, но англичане их не пропустили.
В феврале 1794 года англо-корсиканские войска взяли штурмом Сен-Флоран, а 22 мая — Бастию. Кальви остался единственной французской крепостью на острове. После падения Бастии Лакомб-Сен-Мишель отбыл на материк и оставил командующим бригадного генерала Казабьянку. Его помощниками были бригадный генерал Жан-Пьер Абатуччи, комендант крепости Гаст и комендант рейда Ге. Под их командованием находились около 800 человек, включая экипажи и вооружение двух затопленных в гавани судов: «Мельпомены» (44 пушки) и «Миньона» (32 пушки), а также некоторое количество корсиканских добровольцев.
19 марта 1794 года за самоотверженную оборону Кальви Рафаэль Казабьянка был повышен в звании до дивизионного генерала.
К тому времени уже почти год, как Кальви был блокирован паолистами, которые постоянно совершали вылазки, уничтожали припасы и здания в окрестностях. Гарнизон крепости был слишком малочисленным, чтобы им серьёзно противостоять и контролировать высоты вокруг города.

## Осада

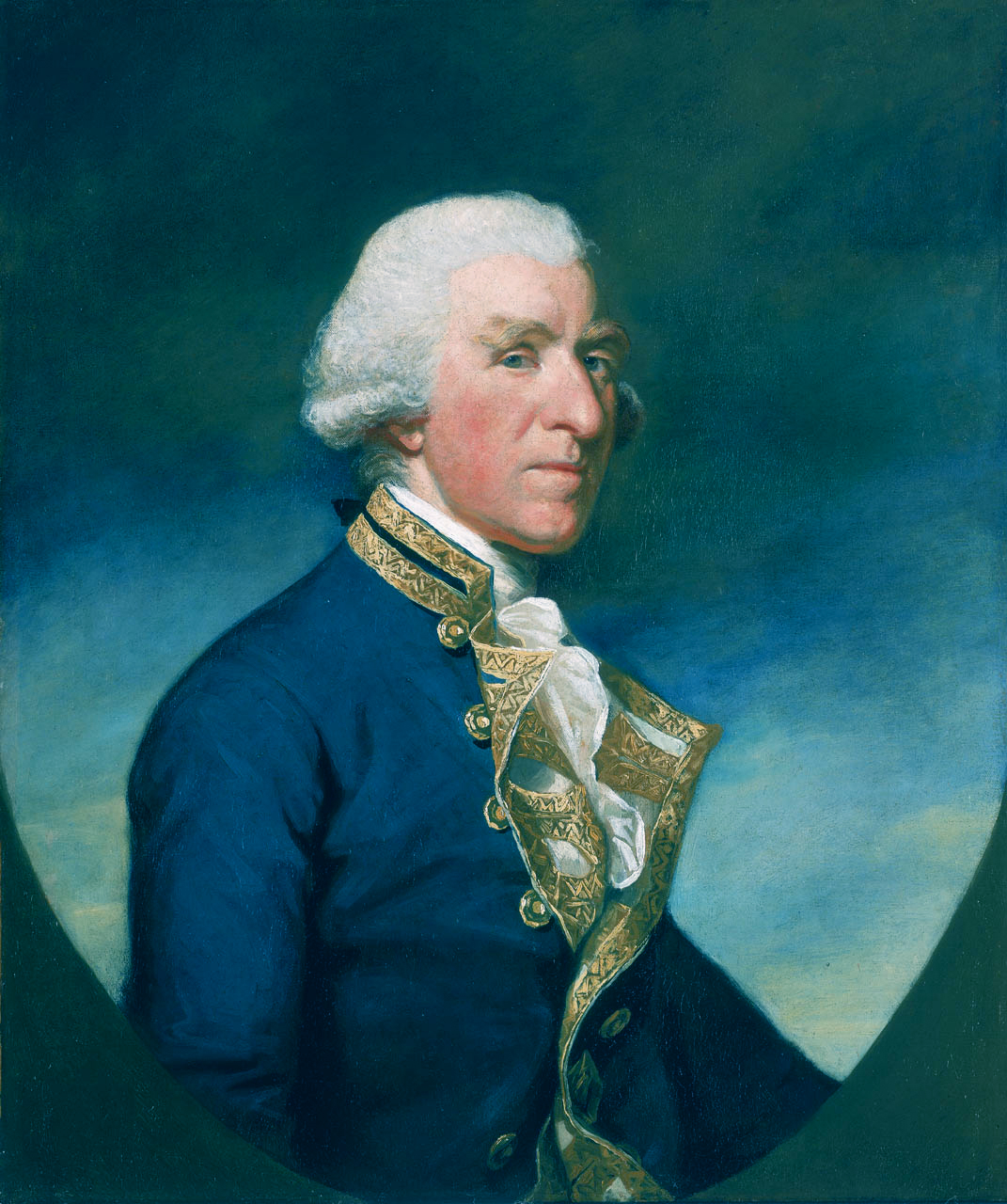
Адмирал Самуэль Худ в 1784

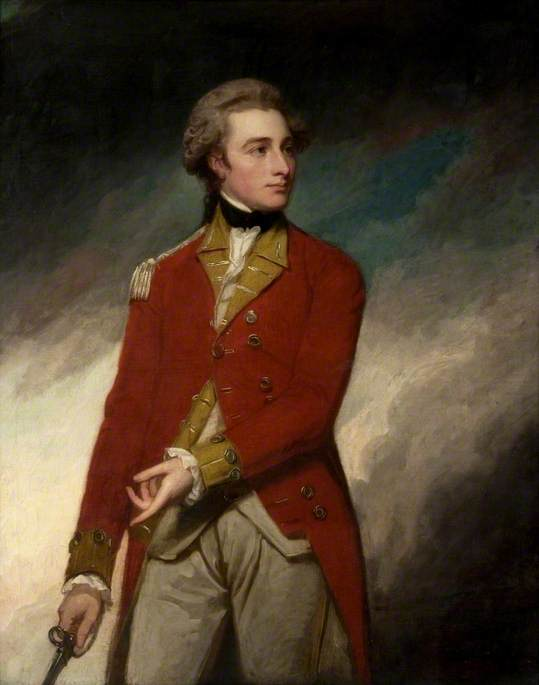
Подполковник (во время осады Кальви генерал) Чарлз Стюарт в 1790 году

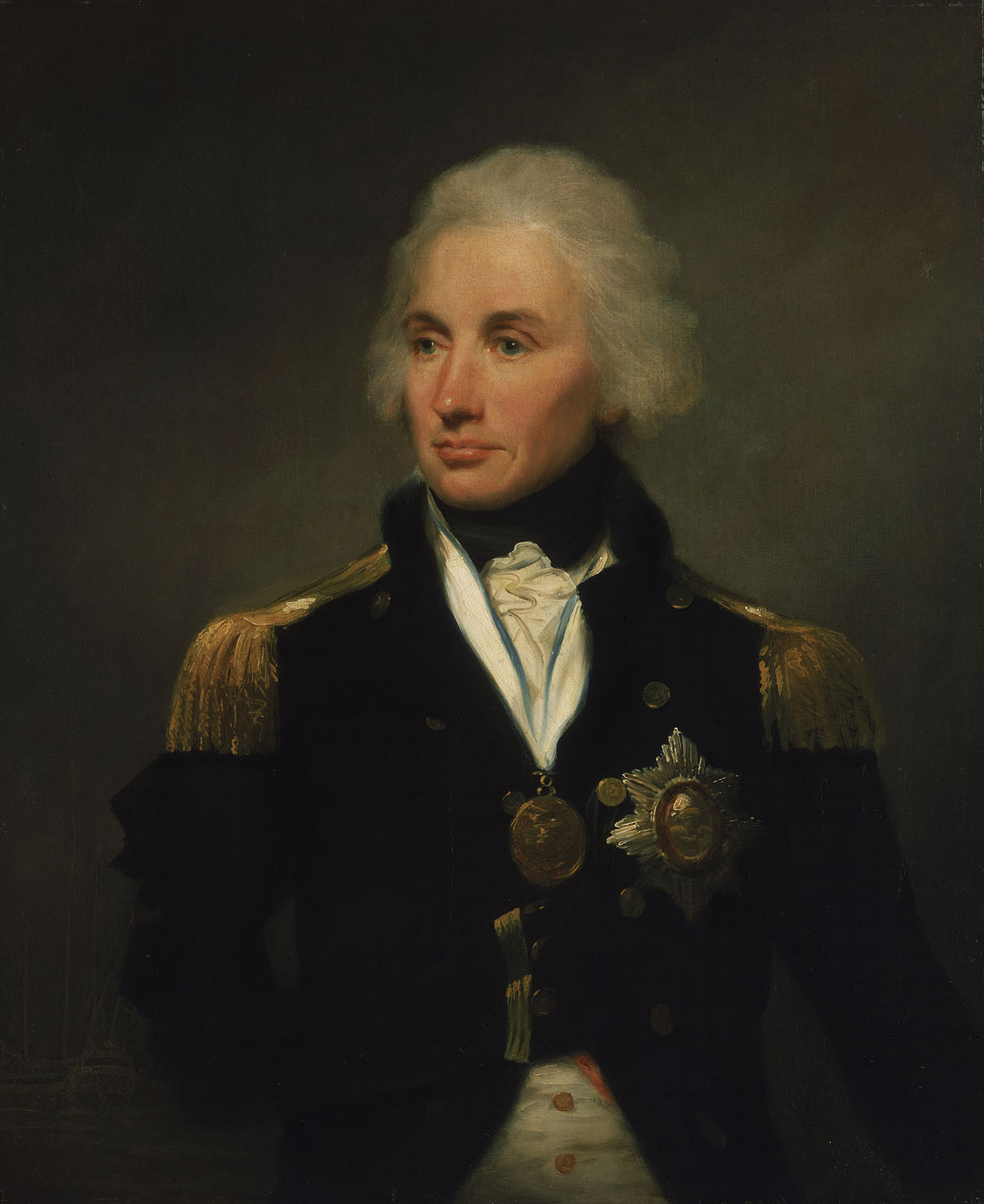
Вице-адмирал (во время осады Кальви капитан) Горацио Нельсон в 1798 году

15 июня на помощь паолистам прибыли английские пехотинцы под командованием генерала Чарлза Стюарта, у которых освободились силы после падения Бастии. На следующий день подошли 3 боевых «(Агамемнон», «Дольфин» и «Лютин») и 16 транспортных кораблей под командованием капитана Нельсона — будущего адмирала и героя Трафальгарской битвы.
18 июня на берег в Порт-Агра — примерно в 5 км от Кальви — высадились 1550 человек, не считая офицеров. Нельсон собирался занять господствующие высоты и расположить на них артиллерию. Генерал Казабьянка считал это невозможным, поскольку 26-фунтовые пушки пришлось бы везти по гористой местности около 130 км, но англичанам удалось проделать этот путь за два дня. Казабьянка понял свою ошибку, отправил 400 человек — половину гарнизона, чтобы выбить неприятеля, но эта затея провалилась.
27 июля Нельсон был вынужден отвести корабли от берега, чтобы переждать налетевший шторм. Худу удалось переправить на берег дополнительные орудия и боеприпасы со своего флагмана «Виктори», которым командовали капитаны Бенджамин Халлоуэлл и Уолтер Сёрокоулд. К 1 июля англичане установили укреплённую батарею на высоте Ачиллучча, и с этого дня город подвергался практически ежедневным обстрелам.
В ночь с 4 на 5 июля началась английская атака на форт Джеско, которая длилась 4 суток. Фортом командовал капитан Леони, в распоряжении которого были лишь 60 человек, из которых к концу осады 30 погибли. Им противостояли английские и корсиканские войска общим числом 1200 человек. Во время этого боя себя геройски проявила 22-летняя девушка Мари-Анжелик Дюшмен, которая взяла на себя командование взамен убитого сержанта. Через много лет, 15 августа 1851 года Мари-Анжелик получила за этот бой орден Почётного легиона и стала первой женщиной-кавалером.
Англичане подвергали город ежедневным артиллерийским обстрелам, что приводило к многочисленным жертвам не только среди военных, но и среди мирного населения. В тот год была очень жаркая погода, находиться в защищённых подвалах не было никакой возможности, что ещё больше усугубляло количество жертв среди горожан. Таким же массированным обстрелам подвергались окружавшие город форты — так, по форту Моддзелло, охранявшемуся гарнизоном из 60 человек, с 7 по 17 июля было выпущено 1600 бомб и 8500 пуль.
В первые недели после начала артиллерийских обстрелов французы стойко оборонялись и отвечали огнём, наносившим осаждающим немало неприятностей: сперва погиб капитан «Виктори» Уолтер Сёрокоулд, затем 12 июля капитан Нельсон был ранен осколком и лишился правого глаза.
К середине июля в городе начался голод. В строю осталось лишь около 200 человек (¼ от начального гарнизона), ещё 330 были ранены и не могли продолжать сражение. Тем временем осаждавшие продолжали натиск — в ночь с 18 на 19 июля корсиканские сепаратисты под командованием полковника Винци взяли форт Моддзелло. После его падения пришлось также эвакуировать форт Сен-Франсуа (Марат), которому грозило окружение. Генерал Казабьянка обвинил командующего фортом капитана Фрежюса в трусости, позднее тот даже предстал перед военным трибуналом в Тулоне, но был оправдан. В руках оборонявшихся оставались лишь два форта из четырёх: Молино и Джеско.
19 июля у французов оставались лишь 12 действовавших орудий. Генерал Стюарт направил в город парламентёра, полковника Сэмблера, передавшего генералу Казабьянке и мэру городка Роффо предложение о капитуляции. Те ответили отказом. По подсчётам оборонявшихся, имевшихся у них ресурсов должно было хватить лишь на 6 дней. Они надеялись за это время получить подкрепление из Франции, которое им обещал Саличети.
25 июля оборонявшиеся, не имея средств для лечения раненых, попытались переправить 80 из них во Францию на паруснике, но генерал Стюарт перехватил судно, взял в плен команду, а раненых вернул в город.
Несмотря на осаду, 28 июля к городу прорвались четыре небольших судна, доставившие им продовольствие, однако не боеприпасы, которых остро не хватало в Кальви.
30 июля генерал Стюарт послал в город второго парламентёра — на этот раз с предложением перемирия на 12 дней и с капитуляцией, если осаждённые за это время не получат подкрепления, но во второй раз получил отказ.
С 31 июля английская артиллерия начала подвергать массированному обстрелу осаждённых, выпуская в среднем по 360 снарядов за час. 1 августа в строю оставалось лишь 150 человек из 800. Большинство домов в городе были разрушены. Английский снаряд угодил в пороховой склад, произведя взрыв 3000 фунтов пороха, другими снарядами были разрушены продовольственный склад и цистерны с водой.

## Капитуляция
В сложившихся обстоятельствах генерал Казабьянка запросил у руководителей подразделений письменные рапорты с их видением дальнейших действий. Командующий артиллерии Верген и командующий инженерными силами Копен, равно как и ответственный за госпиталь, сообщили о неспособности продолжать сопротивление. Теперь уже осаждённые запросили о перемирии на 12 дней с условием почётной капитуляции, однако генерал Стюарт предоставил им лишь отсрочку на 9 дней.
5 августа (18 термидора) были подписаны условия возможной капитуляции гарнизона крепости. Согласно им, осаждённые военные должны были сдать победителям огнестрельное оружие, знамёна и пушки, однако могли сохранить свои шпаги и сабли. Сдавшимся военным обеспечивалась возможность эвакуации на материк. Особое внимание уделялось положению раненых, которые должны были быть эвакуированы как можно быстрее, а нетранспортабельным гарантировался уход в Кальви. Мирным жителям коммуны и находившимся в её стенах корсиканским беженцам дозволялось по их выбору отплыть вместе с войсками или остаться в стенах коммуны — в любом случае им гарантировалась неприкосновенность имущества и отсутствие преследования.
10 августа (23 термидора) в 10 часов утра произошла капитуляция последних 150 живых и относительно здоровых защитников крепости (по другим данным — 400). Под командованием генералов Казабьянки и Аббатуччи они покинули руины города, сдали оружие и знамёна, после чего им была предоставлена возможность уплыть в континентальную Францию. С ними также отплыло некоторое количество корсиканцев.
Щедрые условия капитуляции вызвали протесты со стороны союзников англичан — Австрии и Сардинии. Среди самих британцев также не было единодушия — Худ в своих донесениях обвинял Стюарта в «мягкотелости» за его отказ подвергать обстрелам французские госпитали. Немедленно после капитуляции британский флот под командованием адмирала Худа покинул Кальви, предоставив Стюарту разбираться с дальнейшей судьбой города.
За время 40-дневной осады, из которых в течение 28 Кальви подвергался массированной бомбардировке, город был практически полностью разрушен — по крепости диаметром 234 метра было выпущено 24 000 пуль, 4500 бомб и 1500 ядер. В госпитале на момент капитуляции находились 450 раненых и больных. Из 800 человек начального гарнизона лишь немногие смогли вернуться во Францию, однако их количество серьёзно разнится в источниках: согласно французским источникам, покинуть Кальви смогли от 80 до 150 военных; согласно английским — 300 французов и 247 корсиканцев.

## Последствия
После падения Кальви вся Корсика оказалась в руках англичан, став на 2,5 года британской колонией. Вице-королём острова был назначен Гилберт Эллиотт, а ещё 1 июня прошли выборы и президентом стал заместитель Паоли Карло-Андреа Поццо ди Борго, 16 июня была принята конституция. Однако уже вскоре после падения Кальви новые власти потеряли свой авторитет из-за развёрнутого ими жестокого преследования корсиканцев, сотрудничавших до этого с французскими властями. Ситуация на острове настолько ухудшилась, что к началу 1796 года он находился на грани гражданской войны, что вынудило англичан ретироваться с острова — 24 октября 1796 года они покинули остров, увозя с собой все пушки, кроме самых больших.
29 января 1797 года Директорией городу был вручён почётный триколор с надписью «В память осады Кальви, 1794» и мраморная плита с девизом города: Civitas Calvi semper fidelis (с лат. — «Город Кальви всегда верен»), которая была помещена на здание мэрии.